# Liga Premier de Rusia 2013-14
La Liga Premier de Rusia 2013-14 fue la 22.ª temporada del campeonato de fútbol de Rusia desde la disolución de la Unión Soviética y la 12.ª bajo el formato y denominación actual de la Liga Premier de Rusia. El campeonato comenzó el 13 de julio de 2013 y finalizó el 17 de mayo de 2014, el descanso invernal fue desde el 6 de diciembre de 2013 al 6 de marzo de 2014.[cita requerida]El CSKA Moscú ganó el campeonato obteniendo su quinto título de liga y el segundo de forma consecutiva.[cita requerida]

## Formato
Los 16 equipos jugarán un torneo de todos contra todos, por lo que cada equipo juega frente a los rivales dos veces, una como local y otra como visitante. Por lo tanto, se jugará un total de 240 partidos, con 30 partidos jugados por cada equipo.[cita requerida]
Los equipos que hayan concluido en las posiciones 15 y 16 descenderán automáticamente a la FNL, mientras que los dos mejores equipos de la FNL conseguirán el ascenso. Por otra parte, los clubes de la FNL situados en tercera y cuarta posición se enfrentarán a los clasificados en posición 13 y 14 de la Liga Premier en los partidos de ida y vuelta de la promoción para la temporada 2014-15.[cita requerida]

## Equipos

### Ascensos y descensos
El Mordovia Saransk y el Alania Vladikavkaz solo permanecieron una temporada en la Liga Premier tras su ascenso la temporada anterior y descendieron a la Liga Nacional de Fútbol. Estos fueron reemplazados por el Ural, campeón de la Liga Nacional, y el Tom Tomsk, subcampeón. El Tom Tomsk regresó a la Liga Premier solo un año después de haber descendido, pero el Ural volvió a la máxima competición después de 16 temporadas.[cita requerida]
| Pos. | de la Liga Premier de Rusia 2012/13 |
| ---- | ----------------------------------- |
| 15.º | Mordovia Saransk                    |
| 16.º | Alania Vladikavkaz                  |

| Pos. | de la Liga Nacional de Fútbol 2012/13 |
| ---- | ------------------------------------- |
| 1.º  | Ural Sverdlovsk Oblast                |
| 2.º  | Tom Tomsk                             |

### Equipos participantes
| Club                     | Ciudad          | Estadio           | Capacidad |
| ------------------------ | --------------- | ----------------- | --------- |
| FC Amkar Perm            | Perm            | Estadio Zvezda    | 19 500    |
| FC Anzhi Majachkalá      | Majachkalá      | Anzhi-Arena       | 30 000    |
| PFC CSKA Moscú           | Moscú           | Arena Jimki       | 18 636    |
| FC Dinamo Moscú          | Moscú           | Arena Jimki       | 18 636    |
| FC Krasnodar             | Krasnodar       | Estadio Kubán     | 31 650    |
| FC Krylia Sovetov Samara | Samara          | Estadio Metallurg | 33 001    |
| FC Kubán Krasnodar       | Krasnodar       | Estadio Kubán     | 31 654    |
| FC Lokomotiv Moscú       | Moscú           | Estadio Lokomotiv | 30 075    |
| FC Rostov                | Rostov del Don  | Olimp – 2         | 15 840    |
| FC Rubin Kazán           | Kazán           | Kazán Arena (*)   | 45 105    |
| FC Spartak Moscú         | Moscú           | Luzhnikí          | 78 360    |
| FC Terek Grozny          | Grozni          | Ajmat Arena       | 10 200    |
| FC Tom Tomsk             | Tomsk           | Estadio Trud      | 15 000    |
| FC Ural Sverdlovsk       | Ekaterimburgo   | Estadio Central   | 27 000    |
| FC Volga Nizhni Nóvgorod | Nizhni Nóvgorod | Estadio Lokomotiv | 17 856    |
| FC Zenit San Petersburgo | San Petersburgo | Estadio Petrovsky | 22 000    |

(*) Desde noviembre de 2013. Desde julio a noviembre utilizó el estadio Central.

### Cuerpo técnico y uniformes
| Equipo         | Entrenador                      | Capitán               | Patrocinador          | Firma deportiva |
| -------------- | ------------------------------- | --------------------- | --------------------- | --------------- |
| Amkar          | Konstantín Paramónov (interino) | Dmitri Belorúkov      | Banco de Moscú        | Puma            |
| Anzhi          | Gadzhi Gadzhiev                 | Alexandru Epureanu    | Energy Standard Group | Nike            |
| СSКА           | Leonid Slutski                  | Ígor Akinféyev        | Rossetti              | Adidas          |
| Dinamo         | Stanislav Cherchésov            | Vladímir Granat       | VTB Bank              | Adidas          |
| Krasnodar      | Oleg Kónonov                    | Aleksandr Martinóvich | Westa                 | Kappa           |
| Krylia Sovetov | Vladímir Kujlevski (interino)   | Iván Taránov          | Óblast de Samara      | Nike            |
| Kubán          | Viktor Goncharenko              | Aleksandr Bélenov     | RGMK                  | Adidas          |
| Lokomotiv      | Leonid Kuchuk                   | Guilherme             | RZhD                  | Puma            |
| Rostov         | Miodrag Božović                 | Stipe Pletikosa       | TNS Energo            | Joma            |
| Rubin          | Vladímir Máminov                | Oleg Kuzmin           | TAIF                  | Puma            |
| Spartak        | Dmitri Gunko                    | Dmitri Kombárov       | LUKoil                | Nike            |
| Terek          | Rashid Rajímov                  | Rizván Utsiev         | AK                    | Adidas          |
| Тоm            | Vasili Baskákov                 | Serguéi Omelianchuk   | Rosneft               | Nike            |
| Ural           | Alexander Tarjánov              | Denís Tumasian        | TMK                   | Adidas          |
| Volga          | Andréi Talaláiev                | Andréi Kariaka        | Sberbank              | Adidas          |
| Zenit          | André Villas-Boas               | Konstantín Ziriánov   | Gazprom               | Nike            |

## Tabla de posiciones
|     |     | Equipo                 | PJ | PG | PE | PP | GF | GC | DG  | PTS |
| --- | --- | ---------------------- | -- | -- | -- | -- | -- | -- | --- | --- |
|     | 1.  | CSKA Moscú             | 30 | 20 | 4  | 6  | 49 | 26 | +23 | 64  |
|     | 2.  | Zenit San Petersburgo  | 30 | 19 | 6  | 5  | 63 | 32 | +31 | 63  |
| UEL | 3.  | Lokomotiv Moscú        | 30 | 17 | 8  | 5  | 51 | 23 | +28 | 59  |
| UEL | 4.  | Dinamo Moscú           | 30 | 15 | 7  | 8  | 54 | 37 | +17 | 52  |
| UEL | 5.  | FC Krasnodar           | 30 | 15 | 5  | 10 | 46 | 39 | +7  | 50  |
|     | 6.  | Spartak Moscú          | 30 | 15 | 5  | 10 | 46 | 36 | +10 | 50  |
| UEL | 7.  | FC Rostov 1            | 30 | 10 | 9  | 11 | 40 | 40 | 0   | 39  |
|     | 8.  | Kubán Krasnodar        | 30 | 10 | 8  | 12 | 40 | 42 | -2  | 38  |
|     | 9.  | Rubin Kazán            | 30 | 9  | 11 | 10 | 36 | 30 | +6  | 38  |
|     | 10. | Amkar Perm             | 30 | 9  | 11 | 10 | 36 | 37 | -1  | 38  |
|     | 11. | Ural Sverdlovsk O. (A) | 30 | 9  | 7  | 14 | 28 | 46 | -18 | 34  |
|     | 12. | Terek Grozny           | 30 | 8  | 9  | 13 | 27 | 33 | -6  | 33  |
|     | 13. | Tom Tomsk (A)          | 30 | 8  | 7  | 15 | 23 | 39 | -16 | 31  |
|     | 14. | Krylia Sovetov Samara  | 30 | 6  | 11 | 13 | 27 | 46 | -19 | 29  |
|     | 15. | Volga Nizhni Nóvgorod  | 30 | 6  | 3  | 21 | 22 | 65 | -43 | 21  |
|     | 16. | Anzhi Majachkalá       | 30 | 3  | 11 | 16 | 25 | 42 | -17 | 20  |

- (A) Club ascendido la temporada anterior.

1 Rostov ganó la Copa de Rusia 2013-14, por lo tanto estaría clasificado para la ronda de play-off de la Liga Europea de la UEFA 2014-15. Sin embargo, no pasó la licencia europea de la Unión de Fútbol de Rusia y su lugar fue dado al Spartak Moscú, sexto clasificado en la liga. Esta decisión de la Unión de Fútbol de Rusia fue anulada por el Tribunal de Arbitraje Deportivo y Rostov fue devuelto a la Liga Europea de la UEFA 2014-15.
|  | Campeón y clasificado para la Liga de Campeones de la UEFA 2014-15 |
|  | Clasificado para la Liga de Campeones de la UEFA 2014-15           |
|  | Clasificado para la Liga Europea de la UEFA 2014-15                |
|  | Promoción por evitar el descenso                                   |
|  | Descendido a la Liga Nacional 2014-15                              |

|                              |
| Campeón CSKA Moscú 5° título |

## Máximos goleadores
| Pos. | Jugador             | Club                  | Goles |
| ---- | ------------------- | --------------------- | ----- |
| 1    | Seydou Doumbia      | CSKA Moscú            | 18    |
| 2    | Hulk                | Zenit San Petersburgo | 17    |
| 2    | Artiom Dziuba       | FC Rostov             | 17    |
| 4    | Yura Movsisyan      | Spartak Moscú         | 16    |
| 5    | Danny Alves         | Zenit San Petersburgo | 13    |
| 5    | Dame N'Doye         | Lokomotiv Moscú       | 13    |
| 5    | José Salomón Rondón | Zenit San Petersburgo | 13    |
| 8    | Gueorgui Péyev      | Amkar Perm            | 12    |
| 9    | Zoran Tošić         | CSKA Moscú            | 11    |
| 10   | Aleksandr Kokorin   | Dinamo Moscú          | 10    |

## Promoción de descenso
Los equipos vencedores de ambas llaves ascienden o se mantienen en la Liga Premier.

### Eliminatoria 1
| 18 de mayo de 2014 | Torpedo Moscú             | 2:0     | Krylia Sovetov Samara | Estadio Saturn, Rámenskoye                                |                                                           |
|                    | Saluguin 40' · Vlásov 67' | Reporte |                       | Asistencia: 6 500 espectadores Árbitro(s): Serguéi Ivanov | Asistencia: 6 500 espectadores Árbitro(s): Serguéi Ivanov |

| 22 de mayo de 2014 | Krylia Sovetov Samara | 0:0     | Torpedo Moscú | Estadio Metallurg, Samara                                 |                                                           |
|                    |                       | Reporte |               | Asistencia: 20 000 espectadores Árbitro(s): Mijaíl Vilkov | Asistencia: 20 000 espectadores Árbitro(s): Mijaíl Vilkov |

- Torpedo Moscú asciende a la Liga Premier, Krylia Sovetov Samara desciende a la Liga Nacional de Rusia.

### Eliminatoria 2
| 18 de mayo de 2014 | FC Ufa                                               | 5:1     | Tom Tomsk     | Estadio Dinamo, Ufá                                         |                                                             |
|                    | Golubov 4' (pen.) 10' 24' 61' · William Oliveira 83' | Reporte | Pánchenko 56' | Asistencia: 4 500 espectadores Árbitro(s): Serguéi Karasiov | Asistencia: 4 500 espectadores Árbitro(s): Serguéi Karasiov |

| 22 de mayo de 2014 | Tom Tomsk                                     | 3:1     | FC Ufa      | Estadio Trud, Tomsk                                             |                                                                 |
|                    | Bashkírov 4' · Gólishev 23' · Portniaguin 73' | Reporte | Golubov 13' | Asistencia: 7 500 espectadores Árbitro(s): Vladislav Bezborodov | Asistencia: 7 500 espectadores Árbitro(s): Vladislav Bezborodov |

- FC Ufa (6:4 en el global) asciende a la Liga Premier, Tom Tomsk desciende a la Liga Nacional de Rusia.

## Liga Nacional de Fútbol
La Liga Nacional es la segunda categoría del fútbol en Rusia. En la edición 2013-14, los clubes Mordovia Saransk y Arsenal Tula consiguieron el ascenso automáticamente, mientras que el tercer y cuarto clasificado, los clubes Torpedo Moscú y FC Ufa, respectivamente, disputaron la promoción.
|  |     | Equipo                 | PJ | PG | PE | PP | GF | GC | DG  | PTS |
|  | --- | ---------------------- | -- | -- | -- | -- | -- | -- | --- | --- |
|  | 1.  | Mordovia Saransk       | 36 | 22 | 7  | 7  | 59 | 30 | +29 | 73  |
|  | 2.  | Arsenal Tula           | 36 | 21 | 6  | 9  | 62 | 39 | +23 | 69  |
|  | 3.  | Torpedo Moscú          | 36 | 19 | 8  | 9  | 45 | 22 | +23 | 65  |
|  | 4.  | FC Ufa                 | 36 | 17 | 10 | 9  | 46 | 35 | +11 | 61  |
|  | 5.  | Gazovik Orenburg       | 36 | 17 | 10 | 9  | 46 | 28 | +18 | 61  |
|  | 6.  | Shinnik Yaroslavl      | 36 | 17 | 6  | 13 | 47 | 37 | +10 | 57  |
|  | 7.  | SKA Jabarovsk          | 36 | 15 | 11 | 10 | 43 | 34 | +9  | 56  |
|  | 8.  | Luch Vladivostok       | 36 | 15 | 10 | 11 | 40 | 25 | +15 | 55  |
|  | 9.  | Baltika Kaliningrad    | 36 | 14 | 12 | 10 | 39 | 31 | +8  | 54  |
|  | 10. | Spartak Nalchik        | 36 | 13 | 12 | 11 | 36 | 34 | +2  | 51  |
|  | 11. | Sibir Novosibirsk      | 36 | 13 | 12 | 11 | 38 | 39 | −1  | 51  |
|  | 12. | Alania Vladikavkaz     | 35 | 14 | 4  | 17 | 29 | 52 | −23 | 46  |
|  | 13. | Yenisey Krasnoyarsk    | 36 | 12 | 9  | 15 | 40 | 47 | −7  | 45  |
|  | 14. | Dynamo San Petersburgo | 36 | 12 | 7  | 17 | 38 | 46 | −8  | 43  |
|  | 15. | Rotor Volgogrado       | 36 | 10 | 11 | 15 | 43 | 40 | +3  | 41  |
|  | 16. | Jimik Dzerzhinsk       | 36 | 10 | 7  | 19 | 29 | 49 | −20 | 37  |
|  | 17. | Neftek. Nizhnekamsk    | 36 | 7  | 12 | 17 | 38 | 45 | −7  | 33  |
|  | 18. | Salyut Belgorod        | 35 | 6  | 9  | 20 | 23 | 53 | −30 | 27  |
|  | 19. | Angusht Nazran         | 36 | 3  | 5  | 28 | 23 | 78 | −55 | 14  |

|  | Ascendidos a la Liga Premier de Rusia 2014/15                                                                |
|  | Clasificados a la promoción                                                                                  |
|  | Abandonaron el campeonato en febrero de 2014 y Spartak Nalchik en mayo, todos debido a problemas financieros |
|  | Descendidos a la Segunda División 2014/15                                                                    |